# لیموکس (کمون)
لیموکس(تلفظ فرانسوی: [limu] ()</img> اکسیتان: Limós [liˈmus]) یک کمون و زیرمجموعه ای در بخش آود، بخشی از استان لانگدوک باستان و منطقه اوکسیانای امروزی در جنوب فرانسه است. این رودخانه با فاصله ۳۰ کیلومتر (۱۹ مایل) از رودخانه آود و در جنوب کارکاسون قرار دارد. تاکستانهای آن به دلیل تولید اولین شراب گازدار معروف به Blanquette de Limoux معروف هستند.

## نگارخانه

میدان شهرمیدان شهر
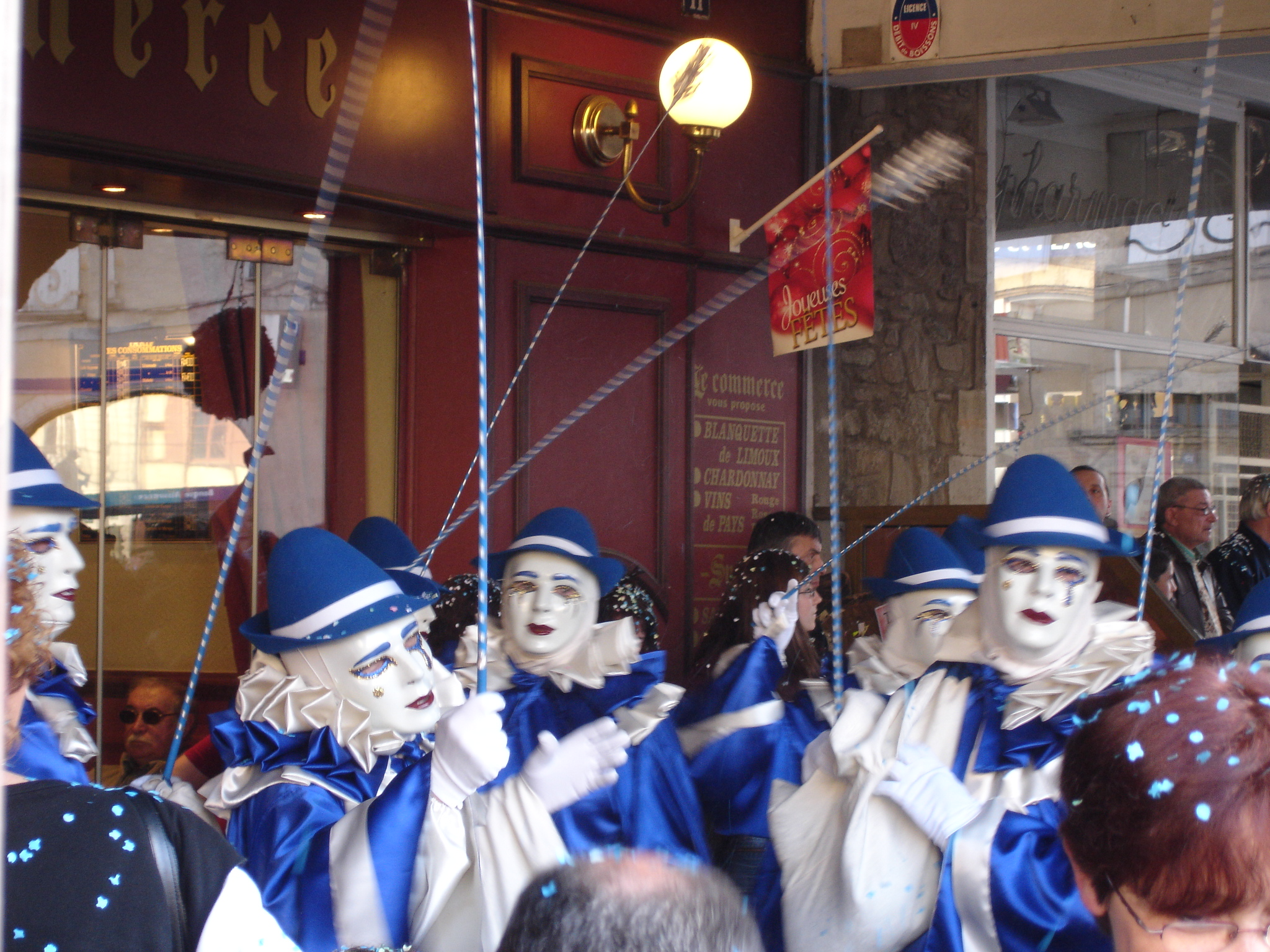
کارناوال